# Битва на Басі (1660)
Битва на Басі — битва під час російсько-польської війни 1654—1667 років, яка відбулась 8 жовтня 1660 року.

## Передумови
У кінці вересня 1660 року воєвода Юрій Долгоруков розмістив своє військо табором неподалік від Чаусів на ріці Бася. На протилежний берег підійшло військо Речі Посполитої на чолі з
Великим гетьманом Павлом Сапєгою, Михайлом Казимиром Пацом та Стефаном Чарнецьким (близько 12 000 чоловік). Декілька днів через Басю відбувалась артилерійська перестрілка, з 4 жовтня почались сутички.

## Хід битви
У ніч на 8 жовтня Сапєга переправив все військо за Басю і вишикував його у бойовий порядок. Його сили зайняли центральні позиції, на правому фланзі була дивізія Чарнецького, на лівому — Паца. У полудень московське військо вийшло з табору, відбувся взаємний артилерійський обстріл, після чого почалась генеральна битва.
У центрі московське військо відкинуло кінноту Сапєги, знищило велику кількість піхоти, і, захопивши гармату та декілька стягів, відійшло до табору. На обидвох флангах успіх бою був на стороні військ Речі Посполитої, які, розбивши московські загони, відігнали їх до табору. Під вечір усі московські загони відійшли під захист укріплень свого табору. Хоругви Речі Посполитої повернулись за Басю.

## Наслідки
В цілому, битва була успішною для війська Речі Посполитої, яке захопило 7 гармат та 15 стягів. Московське військо втратило вбитими 427 чоловік та 519 потрапили в полон, в тому числі полковник фон Букавен.
Не маючи достатніх сил, щоб узяти московський табір, військо Речі Посполитої перекрило шлях, яким зі Смоленська доставлялись харчі у табір.
Сутички між сторонами тривали до 25 жовтня. На допомогу обложеним зі сторони Полоцька підійшло військо Івана Хованського, що дало змогу Долгорукову відступити до Могильова.